# Sigmatineurum englundi
Sigmatineurum englundi är en tvåvingeart som beskrevs av Neal L. Evenhuis 2000. Sigmatineurum englundi ingår i släktet Sigmatineurum och familjen styltflugor. Inga underarter finns listade i Catalogue of Life.